# José Ortiz
José Rafael „Piculín” Ortiz Rijos (ur. 25 października 1963 w Aibonito) – portorykański koszykarz występujący na pozycjach silnego skrzydłowego lub środkowego, multimedalista międzynarodowych imprez koszykarskich.

## Osiągnięcia
Na podstawie, o ile nie zaznaczono inaczej.

### NCAA
- Uczestnik II rundy turnieju NIT (1987)
- Koszykarz roku konferencji Pac-10 (1987)[7]
- Zaliczony do I składu Pac-10 (1986, 1987)
- Lider konferencji pac-10 w:
  - średniej punktów (1987 – 22,3)
  - liczbie celnych (171) i oddanych (236) rzutów wolnych (1987)

### Drużynowe
- Mistrz:
  - Portoryko (1985, 1991, 1994, 1998–2001, 2003)
  - Wenezueli (1997)
- Wicemistrz:
  - Hiszpanii (1991)
  - Portoryko (1986)
- Zdobywca pucharu:
  - Koracia (1997)
  - Hiszpanii (1991)
- Finalista Pucharu Europy Mistrzów Krajowych (1991 obecnie Euroliga)

### Indywidualne
- MVP:
  - ligi portorykańskiej BSN (2002)
  - finałów mistrzostw Wenezueli (1997)
- Zaliczony do Galerii Sław FIBA (2019)
- Uczestnik meczu gwiazd ligi hiszpańskiej (1990)

### Reprezentacja
Drużynowe
- Mistrz:
  - Ameryki (1995)
  - igrzysk:
    - panamerykańskich (1991)
    - dobrej woli (1994)

  - Centrobasketu (2001, 2003)
- Wicemistrz Ameryki (1988, 1993, 1997)
- Brązowy medalista:
  - mistrzostw Ameryki (2003)
  - igrzysk panamerykańskich (1987)
- Uczestnik
  - igrzysk:
    - olimpijskich (1988 – 7. miejsce, 1992 – 8. miejsce, 1996 – 10. miejsce, 2004 – 6. miejsce)
    - panamerykańskich (1983 – 6. miejsce, 1991, 1987)

  - mistrzostw świata (1990 – 4. miejsce, 1994 – 6. miejsce, 1998 – 11. miejsce, 2002 – 7. miejsce)

Indywidualne
- Lider mistrzostw:
  - świata w zbiórkach (1998)
  - Ameryki w blokach (2003)